# ポンス・ブルックス彗星
ポンス・ブルックス彗星(12P/Pons-Brooks)は、周期70年の周期彗星である。短周期彗星の中でも公転周期が20年~200年の範囲にある彗星であるため、ハレー型彗星に分類される。次の近日点通過は2024年4月20日(21日)で、同年の6月2日から3日には地球に1.546 auまで接近すると予測されている。
ポンス・ブルックス彗星は12月に起こるりゅう座κ流星群の母天体であると考えられている。
2020年6月10日には1954年以来観測されていなかったポンス・ブルックス彗星がローウェル天文台のディスカバリーチャンネル望遠鏡により見かけの等級23で太陽から11.89 au離れていたときに観測された。

## 発見

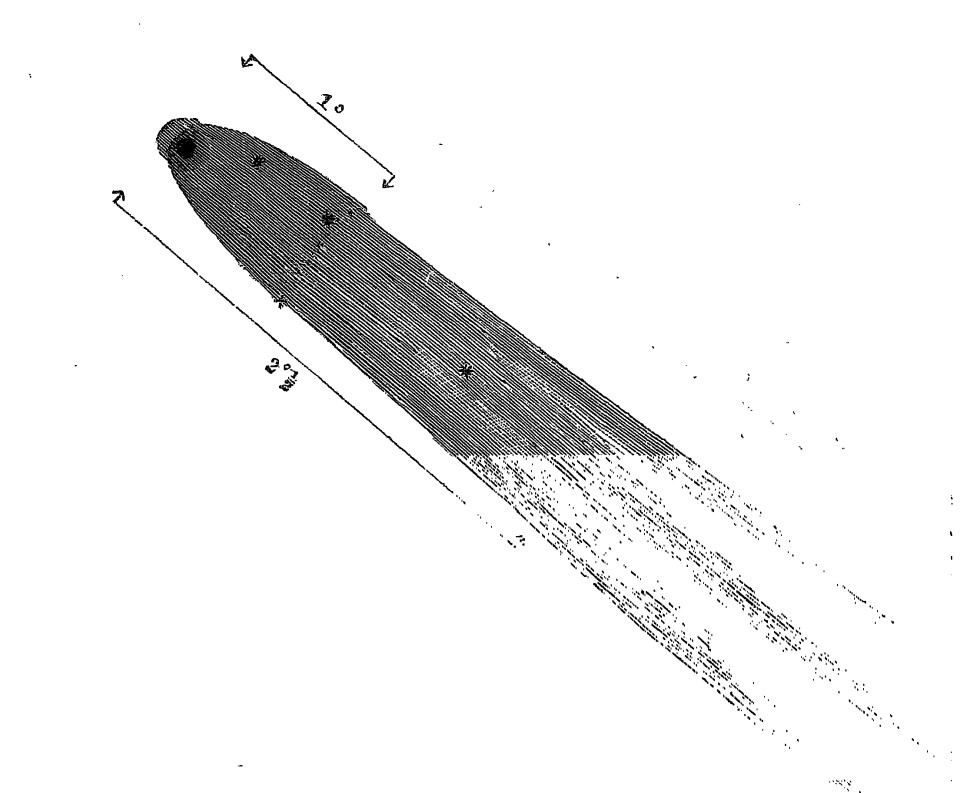
1884年1月20日のE.E.バーナードによるスケッチ

ポンス・ブルックス彗星は、1812年7月21日にジャン＝ルイ・ポンによって発見され、同年の8月1日にVincent Wisniewski、8月2日にアレクシス・ブヴァールによっても独立に発見された。1883年にも、この彗星は偶然にウィリアム・ロバート・ブルックスによって発見され、後に同一の天体であると確認された。最初の発見のすぐ後には、周期は誤差5年程度を含む約70年と推定された。ヨハン・フランツ・エンケは、70.68年の周期を持つ軌道を計算で求めた。この軌道によって、1883年に再び戻ってくるという天体暦が作られたが、ブルックスに再発見されるまで、探索はうまくいかなかった。
ポンス・ブルックス彗星はDaniel Kirkwoodにより1846年にフランチェスコ・デ・ヴィコによって発見された彗星1846 D1(現在のデビコ彗星)に関係のあるものではないかと考えられていた。実際、この彗星とポンス・ブルックス彗星は非常に軌道要素が似ていた。彼はこれら2つの彗星は991年にともに海王星に接近し、かつ遠日点にあったと考えた。

## 軌道
ポンス・ブルックス彗星は木星と6:1で軌道共鳴している。ティスラン・パラメータは0.6程度で、ハレー型彗星であるためほとんどの木星族彗星が2~3の値であるのとは違う結果となっている。ティスラン・パラメータがポンス・ブルックス彗星に近い彗星としては周期155年で1940年以来観測されていないハーシェル・リゴレー彗星がある。近日点は0.78 auで地球よりも太陽に接近し、遠日点は33.2 auで海王星よりも太陽から遠ざかることがある。このため、軌道離心率は0.9542であり、2021年9月現在400個以上知られている周期彗星の中では14番目に大きい値である。
軌道傾斜角は74.2°と急で、他の天体と相互作用をしうる黄道面にはほとんど留まらない。また2021年9月現在、直近で惑星から摂動の影響を受けたのは1957年7月29日に土星に1.616 auまで接近したときである。1740年から2167年までは、他の惑星からの摂動の影響をほとんど受けず、軌道は安定であると考えられている。
前回近日点を通過したのは1954年5月22日のことである。前回まで、及び次回以降の近日点通過は以下の通りである。
- 1812年9月15日
- 1884年1月26日
- 1954年5月22日
- 2024年4月21日(20日[3])
- 2095年8月10日
- 2167年8月24日

## Bonillaの彗星
1883年8月12から13日ごろ、メキシコの天文学者José Bonillaは太陽面を通過する447に及ぶ天体をサカテカスで発見した。2011年にはメキシコの天文学者、Hector Javier Durand Manterolaらは大きさが46~1022mで地球へ538~8062kmまで接近した彗星が分裂したものではないかと考えた。その候補としてポンス・ブルックス彗星が挙げられ、もし衝突していた場合はツングースカ大爆発や大量絶滅でさえ起こるような規模であった。このことは同年10月にはメディアで報じられた。